# Резолюция 83 на Съвета за сигурност на ООН
Резолюция 83 на Съвета за сигурност на ООН е приета на 27 юни 1950 по повод нападението, което на 25 юни същата година войските на Корейската народнодемократична република извършват върху територията на Република Корея.
В Резолюция 83 Съветът за сигурност припомня, че е обявил агресията над Република Корея за нарушение на мира и е призовал за незабавно прекратяване на военните действия и оттегляне на севернокорейските войски на 38 паралел, и взема под внимание доклада на Комисията на ООН за Корея, в който се отбелязва, че Северна Корея не изпълнява Резолюция 82, не прекратява бойните действия и не изтегля войските си, поради което са необходими спешни военни мерки за възстановяване на международния мир. Съобразявайки се с тези факти и вземайки предвид молбата на Република Корея към ООН за незабавни постъпки за възстановяване на мира и сигурността, в Резолюция 83 Съветът за сигурност призовава всички държави членки да оказват всякаква помощ на Република Корея, която би била необходима за възстановяване на мира и сигурността в района.
Резолюция 83 е приета с мнозинство от 7 гласа „за“ срещу 1 глас „против“ от страна на Югославия, като представителите на Египет и Индия не гласуват, а съветският представител не присъства на заседанието.